# British Columbia Highway 23

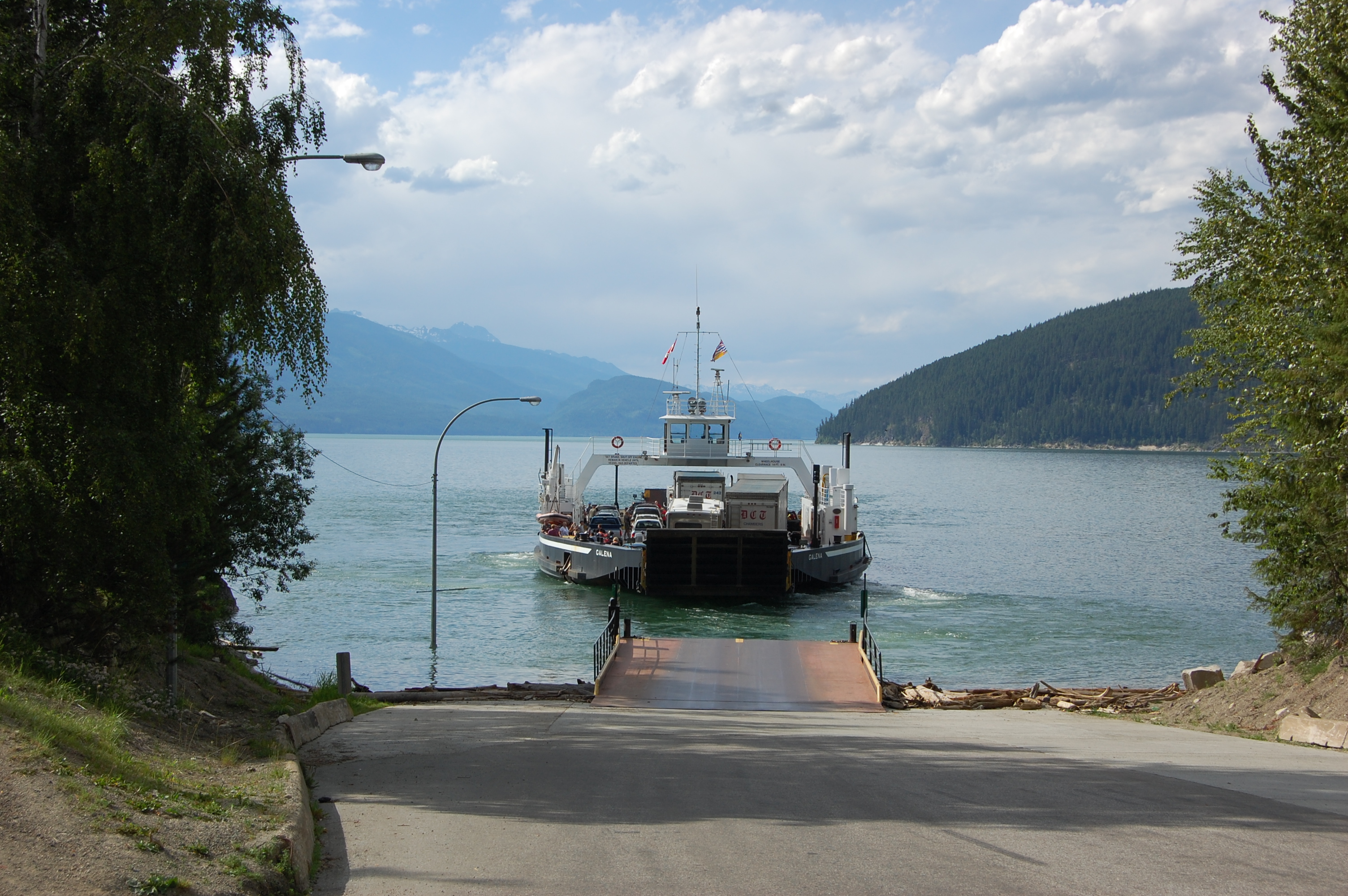
Die Arrow Lake Ferry bei Galena Bay

Der British Columbia Highway 23 in der Provinz British Columbia, Kanada, hat eine Länge von 246 km. Er beginnt in Nakusp, führt über den gesamten Streckenverlauf am Columbia River entlang, bevor er am Mica-Staudamm am Kinbasket Lake endet.

## Streckenverlauf
Der Highway beginnt in Nakusp als Abzweig des Highway 6. Er verläuft in nördlicher Richtung entlang des östlichen Ufers des Upper Arrow Lake. Bei Galena Bay zweigt der Highway 31 ab. Kurz nachdem der Highway 31 abgezweigt ist, trifft der Highway 23 auf den Upper Arrow Lake und wird durch die Fährverbindung von Galena Bay nach Shelter Bay unterbrochen. Die Fährverbindung ist Teil des Highway und die Nutzung ist wie bei allen Inlandfähren in British Columbia kostenfrei. Auf der Westseite des Sees wird der Highway an der Shelter Bay fortgeführt, um kurz danach den Arrow Lakes Provincial Park zu passieren. Auf der Hälfte der 50 km Strecke weiter nach Revelstoke wird noch der Blanket Creek Provincial Park passiert. In Revelstoke wird der Highway 1 gekreuzt. Highway 23 folgt weiter in nördlicher Richtung, jedoch wieder entlang des Ostufers des Columbia Rivers. 5 km nördlich von Revelstoke folgt die Revelstoke-Talsperre, die direkt am Highway 23 liegt. Nördlich der Talsperre folgt der Revelstoke Lake, östlich des Highways liegt der Mount Revelstoke National Park. Entlang des Highways liegen keine weiteren Orte außer kurz vor Ende der Route das Dorf Mica Creek. Der Highway endet 151 km nördlich von Revelstoke am Mica-Staudamm.